# Cryptospora

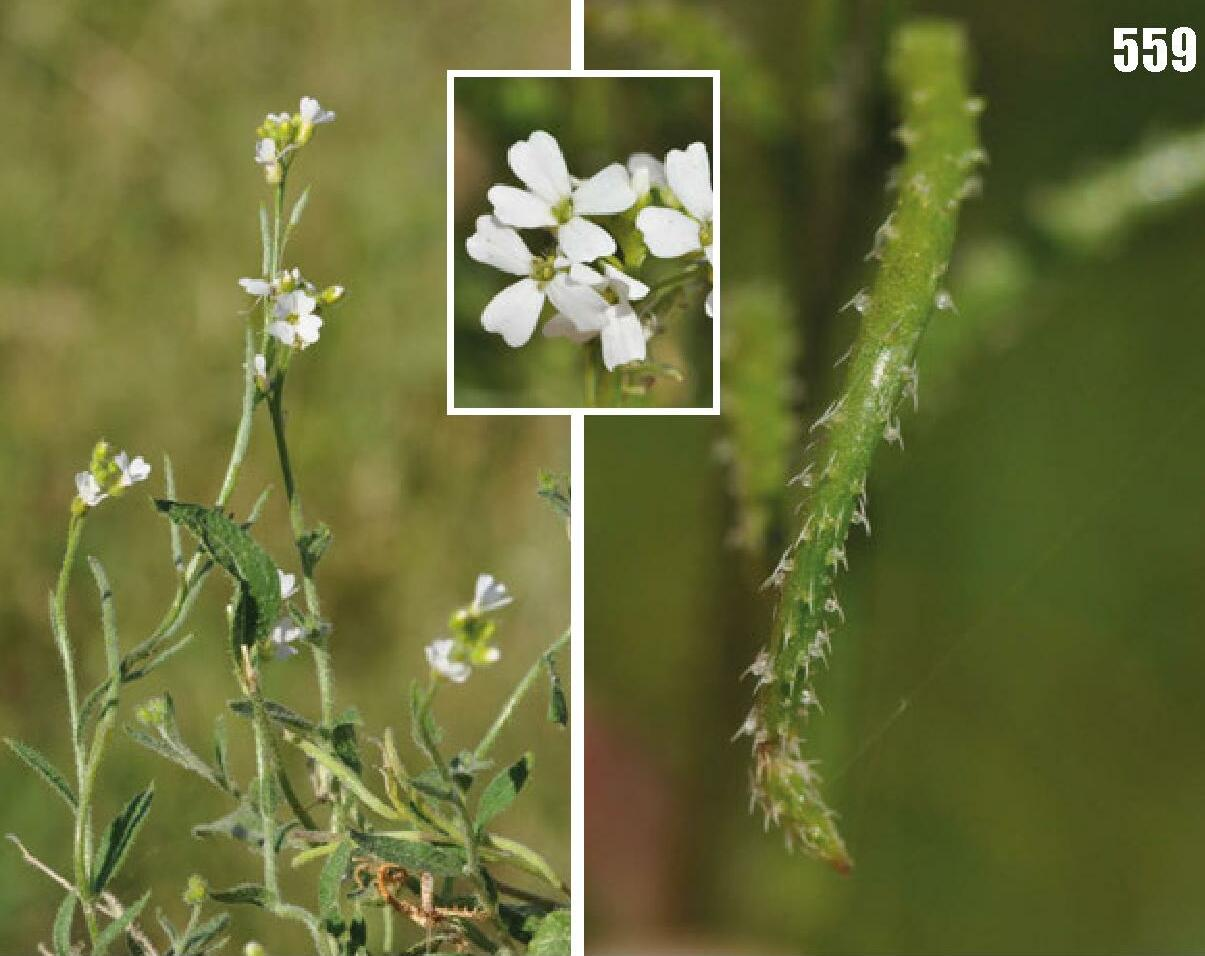
Cryptospora falcata

Cryptospora é um género botânico pertencente à família Brassicaceae.

## Espécies
- Cryptospora dentata
- Cryptospora falcata
- Cryptospora griffithiana
- Cryptospora inconspicua
- Cryptospora omissa
- Cryptospora rostrata
- Cryptospora trichocarpa